# Schottische Netball-Nationalmannschaft
Die schottische Netball-Nationalmannschaft (englisch Scotland national netball team), auch bekannt als Scottish Thistles, vertritt Schottland im Netball auf internationaler Ebene.

## Geschichte
Ihren ersten Test gegen England bestritten sie im Mai 1949. Bei der ersten Weltmeisterschaft im Jahr 1963 belegte Schottland den achten Platz. In der Folge konnte es sich das Team verbessern und dann drei Mal (1971, 1975, 1983) jeweils den sechsten Platz belegen. Nach weiteren neunten Plätzen in 1987 und 1991 fielen sie in der Folge weit zurück. Dies führte auch dazu, dass sie 2011 bisher zum einzigen Mal die Weltmeisterschafts-Qualifikation verpassten. Bisher nahmen sie auch drei Mal (2014, 2018, 2022) an den Commonwealth Games teil und konnten jeweils den neunten Platz erzielen.

## Internationale Turniere

### Commonwealth Games
- 1998: nicht teilgenommen
- 2002: nicht teilgenommen
- 2006: nicht teilgenommen
- 2010: nicht teilgenommen
- 2014: 9. Platz
- 2018: 9. Platz
- 2022: 9. Platz

### Netball-Weltmeisterschaft
- 1963: 8. Platz
- 1967: 7. Platz
- 1971: 6. Platz
- 1975: 6. Platz
- 1979: 9. Platz
- 1983: 6. Platz
- 1987: 9. Platz
- 1991: 9. Platz
- 1995: 22. Platz
- 1999: 20. Platz
- 2003: 14. Platz
- 2007: 14. Platz
- 2011: nicht teilgenommen
- 2015: 12. Platz
- 2019: 11. Platz